# Juan Ignacio Gálvez
Juan Ignacio Gálvez (Bogotá, 1874-Santiago de Chile, 1926) fue un escritor, editor, empresario y periodista colombiano.

## Biografía
Nació en 1874 y era natural de Bogotá. Descrito por Cejador y Frauca como un «poeta objetivo, pictórico y musical», se entregó después a la empresa de la Unión Intelectual Latino-americana. Fue redactor de El Mago Ilustrado (Bogotá, 1892-1893), La Voz del Tiempo, Paz y Trabajo; en Quito, de El Diario del Ecuador (1908-1910); director de la Gaceta Republicana (Bogotá, 1914-1915), fundador de Los Hechos (Bogotá, 1894-1896). Publicó Cuadros y epigramas (Bogotá, 1893), Domingueras  (cuadros de costumbres hispano-americanas, en prosa, Quito, 1908), Organización obrera en Colombia (Quito, 1910), Cartas sobre la política colombiana (Quito, 1910), Un puñado de versos (Quito, 1911), Poesías (1911, en Bibl. Apolo) y Unión Intelectual Latino-Americana (Santiago de Chile, 1913; Madrid, 1916). Falleció en 1926 en Santiago de Chile.